# Cafayate (departament)
Departament Cafayate (hiszp. Departamento Cafayate) – departament położony w prowincji Salta. Stolicą departamentu jest Cafayate. W 2010 roku populacja departamentu wynosiła 14850. 
Departament jest położony we południowej części prowincji. Od południa graniczy z dwoma prowincjami Tucumán, Catamarca. Od zachodu i północnego zachodu sąsiaduje z departamentem San Carlos, od północy z departamentem La Viña, a od wschodu z departamentem Guachipas.
Przez departament przechodzą dwie główne drogi, słynna Droga krajowa 40 (ruta nacional n.º 40 «Libertador General Don José de San Martín») przecinająca całe Andy z północy na północ i prowadząca do Salty Droga krajowa 68.
Dwoma głównymi rzekami regionu są Río Calchaquí i Río Santa María, które łączą się w punkcie zwanym Las Juntas or La Ciénaga i wpadają do rzeki Las Conchas, która przepływa przez wąwóz Quebrada de las Conchas i kończy swój bieg w zbiorniku retencyjnym Cabra Corral.
Region Cafayate słynie z produkcji wina. Okolice Cafayate zapewniają idealne warunki do uprawy winorośli. Są to suchy klimat, duża wysokość ponad poziom morza (ponad 1600 m), gorące dni i chłodne noce. Najbardziej znanymi szczepami uprawianymi tutaj są: Torrontés, Malbec i Cabernet Sauvignon. W Cafayate znajduje się muzeum wina Museo de Vitivinicultura oraz kilka synnych winiarni: Borega Etchart, Bodega La Banda czy Bodega La Rosa.
W skład departamentu wchodzą m.in. miejscowości: Cafayate, Tolombón, Santa Bárbara.